# Platyneurus
Platyneurus is een geslacht van vliesvleugeligen uit de familie Tetracampidae. De wetenschappelijke naam van dit geslacht is voor het eerst geldig gepubliceerd in 1971 door Sugonjaev.

## Soorten
Het geslacht Platyneurus omvat de volgende soorten:
- Platyneurus baliolus Sugonjaev, 1974
- Platyneurus gobiensis Sugonjaev, 1971